# ケビン・ミトニック
ケビン・デイビッド・ミトニック（Kevin David Mitnick、1963年8月6日 - 2023年7月16日）は、アメリカの元クラッカー。のちにホワイトハッカーに転じている。FBIを盗聴したり、ミトニックを追っていた主任捜査官の机引出に「奥さん誕生日おめでとう」のメッセージと共にプレゼントを忍ばせたなどの伝説的逸話が残っている。

## 経歴
ロサンゼルスでユダヤ系の家庭に生まれる。3歳の時に両親が離婚し、ウェイトレスとして働く母に引き取られる。友達は少なく孤独だったケビンは、やがて市内の高校のコンピュータを使えるようになる。ネットワーク上でハッカーの友人ができ、「Condor」（コンドル）というニックネームがついた。やがてフリーキング（Phreaking：電話回線のクラッキングによる「タダがけ」など）に関心を示し、それからコンピュータのクラッキングを行うようになったという。
コンピュータ会社のデータを盗んで禁固刑を受けたが、保護観察中に逃亡する。約2年間、ロサンゼルスやシアトルの捜査当局による捜索を逃れ続けた。1994年12月25日からカリフォルニア大学サンディエゴ校にあるサンディエゴ・スーパーコンピュータ・センターに SYNフラッド攻撃や、シーケンス番号が予測可能な既知の脆弱性を利用して TCP コネクションをジャックし侵入に成功。/.rhostsの改竄にすら至った。捜査機関がケビンの逮捕はもはや無理ではないかと考えるに至った頃、1995年2月15日に同大センター勤務の下村努の協力を得たFBIによって逮捕された。禁固5年・執行猶予4年の有罪判決を受け投獄される。
この頃のマスコミの取材で、ケビンがハッカー（クラッカー）行為をやめられず年長の妻と離婚するに至ったことが明らかになった。母は、子供時代の彼が決して頭が良いとは思えなかったと振り返った。祖母は、彼の行為が自分の利益のためではなかったと答えた。そしてセラピストは、彼の印象を「悲しく寂しい少年」と語ったという。
ケビンは2000年1月21日に釈放された。釈放の後にFBIに協力し、企業のセキュリティを行うコンサルティング会社を設立、セキュリティ側に回っている。2007年にメールの暗号化サービスを行うZenlok社が創業した際、同社のアミール・アヤロン社長が「ハッカーの目線でアドバイスしてほしい」と顧問就任を依頼。同社が事業をスタートするのに合わせて2008年5月15日に初来日し、メールの危険性について講義した。『欺術』（日本語題）という著書もある。
クラッキング活動に関していえば、どちらかといえばソーシャル・エンジニアリングと呼ばれる手法を使ったクラッカーであった。
2023年7月16日に膵臓がんとの1年以上にわたる闘病の末に亡くなる。当時、妻キンバリーは2人にとっての第一子を妊娠中だった。

## 著書

### 原書（英語）
- Kevin D. Mitnick & William L. Simon, The Art of Deception: Controlling the Human Element of Security, John Wiley & Sons Inc（Computers）, 2003, ISBN 978-0764542800
- Kevin D. Mitnick & William L. Simon, The Art of Intrusion: The Real Stories Behind the Exploits of Hackers, Intruders & Deceivers, John Wiley & Sons Inc（Computers）, 2005, ISBN 978-0471782667
- Kevin D. Mitnick & William L. Simon, Ghost in the Wires: My Adventures as the World's Most Wanted Hacker, Little, Brown and Gompany, 2011, ISBN 978-0316037709
- Kevin D. Mitnick & Robert Vamosi, The Art of Invisibility: The World's Most Famous Hacker Teaches You How to Be Safe in the Age of Big Brother and Big Data, Little, Brown and Company, 2017, ISBN 978-0316380508

### 日本語訳
- ケビン・ミトニック、ウィリアム・サイモン共著『欺術 - 史上最強のハッカーが明かす禁断の技法』岩谷宏訳、ソフトバンククリエイティブ、2003年、ISBN 978-4797321586
- ケビン・ミトニック、ウィリアム・サイモン共著『ハッカーズ その侵入の手口 奴らは常識の斜め上を行く』峯村利哉訳、インプレスジャパン、2006年、ISBN 978-4844323167
- ケビン・ミトニック、ロバート・バモシ共著『伝説のハッカーが教える 超監視社会で身を守る方法』高取芳彦訳、日経BP、2018年、ISBN 978-4822285500

## 関連作品
ケビンの犯罪を詳述した本に、ジェフ・グッデル（Jeff Goodell）著の The Cyberthief And The Samurai（『ハッカーを撃て!』杉浦茂樹訳、TBS・ブリタニカ、1996年、ISBN 978-4484961057）がある。
ケビンと下村の対決は1999年に映画化されている（Takedown、日本語題『ザ・ハッカー』）。原作は下村による著作（共著）であり下村の視点で語られるが、映画はケビン（演：スキート・ウールリッチ）のほうを主人公に据えている。
サンフランシスコ在住のジャーナリスト、ジョナサン・リットマンは、下村らの著作とは逆にケビン・ミトニック側の視点から同じ事件を扱った本『Fugitive Game』を書いた。